# 瑪利歐系列
瑪利歐系列（中国大陆旧译，香港旧译）是由日本電子遊戲製造商任天堂開發，以同公司的吉祥物瑪利歐與其夥伴們為中心發展出的多個電子遊戲系列之統稱；其中自红白机上的經典《超级马力欧兄弟》開創的動作遊戲系列，官方稱之為《超级马力欧系列》，其他還有賽車、運動、RPG等系列存在。截至2020年，所有系列的合計銷量已超過5億6000萬份，是史上销量最高的电子游戏系列，且为任天堂的招牌系列。

## 主要角色
所有角色主要在競賽遊戲或外傳作品出場，但正篇遊戲至今大多只能以瑪利歐、路易吉進行遊戲。有關其他咚奇剛系列主要角色，請參見：咚奇剛系列
瑪利歐（Mario）
初出作品：咚奇剛（1981年）
配音：查爾斯·馬爾蒂內（1996年至2023年）、凯文·阿富汗尼（2023年至今）
本系列正篇作品的主人翁，義大利裔美國人的水管工，現在定居於蘑菇王國。身材微矮胖，性格勇敢無懼，總是義不容辭拯救陷入危機的蘑菇王國對抗庫巴並拯救碧姬，也對碧姬有好感。代表顏色為紅色。
路易吉（Luigi）
初出作品：瑪利歐兄弟（1983年）
配音：Julien Bardakoff（瑪利歐賽車64  日版、瑪利歐派對、瑪利歐派對2、瑪利歐賽車Advance）、查爾斯·馬爾蒂內（1997年至2023年）、凯文·阿富汗尼（2023年至今）
瑪利歐的雙胞胎弟弟，從第二玩家（2-Player）衍生來的角色，《路易吉洋樓系列》主角，亦是住在蘑菇王國的水管工。身材較高瘦，但性格較為溫順膽小，對黛西公主有好感。代表顏色為綠色。
碧姬公主
初出作品：超級瑪利歐兄弟（1985年）
配音：春花亞沙子（瑪利歐賽車64  日版、瑪利歐派對、瑪利歐派對2、瑪利歐賽車Advance）、Leslie Swan（超級瑪利歐64、瑪利歐賽車64 海外版）、珍·泰勒（1999年－2007年）、萨曼莎·凯利（2007年－2024年）、考特尼·蔺（2025年至今）
蘑菇王國的統治者，金髮碧眼的美麗公主，性格謙遜有禮。在正篇作品中經常被庫巴覬覦綁架，並被瑪利歐所救，視瑪利歐為英雄，也對瑪利歐有好感，代表顏色為粉紅色。
有趣的是：有別於黛西的髮型在體育遊戲場合維持原樣，由於碧姬頭髮太長的因素，因此在所有瑪利歐系列體育遊戲場合唯一必須全程以綁馬尾之姿登場。（綁馬尾之姿使用的髮圈顏色當中，碧姬於《超級瑪利歐3D世界》當中火焰碧姬姿態為紅色髮圈，瑪利歐系列體育遊戲場合則為藍色髮圈）
奇諾比奧（Toad 或 Kinopio）
初出作品：超級瑪利歐兄弟（1985年）
配音：丸野智子（瑪利歐賽車64 日版、瑪利歐派對、瑪利歐派對2、瑪利歐派對3、瑪利歐賽車Advance）、Isaac Marshall（瑪利歐賽車64 海外版）、珍·泰勒（1998年－2006年）、萨曼莎·凯利（2007年至今）
蘑菇王國的一員，碧姬忠實的臣子也是哎唷喂博士的助手。特徵是有一個紅色圓點的蘑菇頭，經常協助瑪利歐等人，族內有許多與其外貌相同的族人。奇諾比珂的好拍檔，代表顏色為靛藍色。
（Bowser 或 King Koopa）
初出作品：超級瑪利歐兄弟（1985年）
配音：Kenny James（2005年至今）
本系列主要的反派首領角色。庫巴軍團的領袖，外型為配帶尖刺龜殼的烏龜，性格暴戾。從小綁架喜歡的碧姬欲圖佔領蘑菇王國並跟他結婚，代表顏色為黃色。
凱瑟琳（Birdo 或 Catherine）
初出作品：夢工廠悸動恐慌（1987年）／瑪利歐系列：超級瑪利歐兄弟2美版（1988年）
配音：戶高一生（2003年至今）
擁有雙重性別的母恐龍，在超級瑪利歐兄弟2美版中作為瑪利歐的敵人之一，後在競賽遊戲中為正方角色出場，經常與耀西搭檔。
黛西（Daisy）
初出作品：超級瑪利歐樂園（1989年）
配音：迪安娜·穆斯塔德（2003年至2022年）、吉賽爾·費南迪茲（2023年至今）
賽拉沙大陸王國的統治者，開朗有活力的美麗公主，碧姬的遠親及密友。曾被外星人泰坦卡綁架企圖娶她來統治王國。對路易吉抱有好感，代表顏色為橘色。
黛西的興趣是運動，由於頭髮長度較短，因此有別於碧姬在所有瑪利歐系列體育遊戲場合必須全程以綁馬尾之姿進行，黛西則維持原髮型姿態登場。有趣的是：《瑪利歐高爾夫 超級衝衝衝》當中，黛西的膚色轉變為褐色系之姿登場。
耀西（Yoshi）
初出作品：超級瑪利歐世界（1990年）
配音：戶高一生（1997年至今）
烏龜族，耀西島的一員，耀西系列的主角。瑪利歐的青梅竹馬及好搭檔，以瑪利歐的座騎身分作戰，在耀西系列中則是自己獨自作戰。擁有可伸長抓物的舌頭，可以吞下敵人和水果。族內有許多與其外貌相同顏色互異的族人，經常與凱瑟琳搭檔，代表顏色為綠色。
咚奇剛Jr.（Donkey Kong Jr.）
初出作品：咚奇剛系列：咚奇剛Jr.（1982年）／瑪利歐系列：超級瑪利歐賽車（1992年）
瓦利歐（Wario）
初出作品：超級瑪利歐樂園2 六個金幣（1992年）
配音：查爾斯·馬爾蒂內（1997年至2023年）、凯文·阿富汗尼（2023年至今）
瑪利歐的死對頭，關係不明（部分說明記載為表兄弟），瓦利歐系列的主角，職業是奪寶獵人與瓦利歐軟體公司社長。身材與瑪利歐同樣矮胖但體型較大，性格唯我獨尊，善用炸藥及衝撞攻擊，並與瓦路易吉幹盡各種壞勾當。代表顏色為黃色。
咚奇剛（Donkey Kong）
初出作品：咚奇剛系列：超級咚奇剛（1994年）／瑪利歐系列：瑪利歐賽車64（1996年）
配音：長嶝高士（2004年至今）
靈長類金剛一族的族人，咚奇剛系列的主角，及瑪利歐vs.咚奇剛系列的反派角色。是強壯但愚笨的大猩猩，善於攀爬，喜歡吃香蕉。愛慕波琳與坎蒂剛，有時因為與瑪利歐的爭執衝動而綁架波琳，但本性善良，在多數作品仍以正方角色出場，代表顏色為棕色。
瓦路易吉（Waluigi）
初出作品：瑪利歐網球64（2000年）
配音：查爾斯·馬爾蒂內（2000年至2023年）、凯文·阿富汗尼（2024年至今）
瓦利歐的拍檔，與其關係不明（沒有明示為兄弟），職業不詳。身材比路易吉更加高瘦，與瓦利歐幹盡各種壞勾當。代表顏色為紫色。
（Bowser Jr. 或 Koopa Jr.）
初出作品：超級瑪利歐陽光（2002年）
配音：Caety Sagoian
庫巴的嫡子。繼承父親的性格，人小鬼大。於陽光瑪利歐中善用具有魔法的大水彩筆進行攻擊，在其他系列則大多坐Junior Clown Car或直接噴火球迎戰。頸上總是圍著畫有呲牙裂嘴的圍巾，戰鬥時不時用其遮蓋口部令看起來更威武及凶猛，代表顏色為黃色。
奇諾爺爺（Toadsworth 或 Kinopion）
初出作品：超級瑪利歐陽光（2002年）
配音：查爾斯·馬爾蒂內（2002年至2023年）
碧姬的管家，也是蘑菇王國的元老，經常指引瑪利歐等人或主辦比賽和慶典。
奇諾比珂（Toadette 或 Kinopiko）
初出作品：瑪利歐賽車 雙重衝刺！！（2003年）
配音：珍·泰勒（2003年－2005年）、萨曼莎·凯利（2007年至今）
蘑菇王國的一員，碧姬的侍女，性格甜美的少女，奇諾比奧的好拍檔，在《新超級瑪利歐兄弟U 豪华版》可變身成樣貌近似碧姬的奇諾比姬，代表顏色為粉紅色。
波琳（Pauline）
初出作品：咚奇剛（1981年）
配音：凱特·希金斯（2017年至今）
瑪利歐的好友，咚奇剛的愛慕對象。早期設定是瑪利歐的女友，但後來被碧姬取而代之。
初期的形象是粉色長裙和金色頭髮，並且角色名字僅被稱呼為「Lady」（北美地區稱呼為「Pauline」，後來歐洲地區同樣使用），後於Game Boy版《咚奇剛》（1994年）中以棕色長髮、紅色長裙的新造型復出，日本地區角色名字也正式確定為「Pauline」。之後在《瑪利歐vs.咚奇剛2》（2006年）再次亮相，並首次設有配音（配音員資料不明）。
《超級瑪利歐 奧德賽》則是波琳首次在超級瑪利歐系列當中登場，並提及她擔任大都會紐頓市的市長。
喜好是唱歌，在《超級瑪利歐 奧德賽》中由其演唱主題曲《Jump Up, Super Star！》（演唱者是同時為波琳配音的凱特·希金斯）。代表顏色為紅色。
羅潔塔（Rosalina 或 Rosetta）
初出作品：超級瑪利歐銀河（2007年）
配音：Mercedes Rose（2007年－2010年）、Laura Faye Smith（2013年至今）
掃帚星天文台的管理員，白皙肌膚的金髮美女。與星之子「奇可」們在銀河旅行，奇可們視她為慈母。代表顏色為天藍色。
偷天兔（Nabbit）
初出作品：新超級瑪利歐兄弟U（2012年）
配音：横山夏子
是一個無所不偷的竊賊，在《新超級瑪利歐兄弟U 豪華版》變成一個玩家，觸碰大部分的敵人不會受傷。

## 历史

### 瑪利歐形象的誕生
瑪利歐在遊戲界的登場可追溯到1980年，瑪利歐與年方27歲的製作人宮本茂的初試啼聲之作《咚奇剛》（Donkey Kong，官方舊譯森喜剛，中文舊譯大金剛）原是為店頭大型電玩所設計的遊戲，初始的遊戲系統則修改自任天堂1980年代初紅極一時的掌上型電玩Game & Watch系列中的名作《大力水手》；但由於任天堂與漫畫商恰談《大力水手》版權失敗，宮本茂不得不臨時修改，改以一個穿著紅色衫及吊帶褲裝與滑稽大鼻子的人物代替卜派的形象。同時，由於當時的點陣圖技術無法良好的表現頭髮與嘴巴，宮本茂索性再為角色加上了帽子與鬍子。日後成為家用電玩代名詞的瑪利歐，就在此時誕生了。马力欧最早出現在《咚奇剛》游戏裡，其名原因是一位意大利裔員工表示，電玩人物類似其叔叔马力欧。
宮本茂原本為這個角色定名為"Mr. Videogame"。至於為何改名為瑪利歐，除了「義大利裔員工叔叔說」外尚有一說，還有可信度似乎更高一些，直至2015年任天堂官方才証實確有其事：當首批《咚奇剛》大型電玩運抵美國時，遊戲機版的倉儲與安裝全都在任天堂美國分公司在西雅圖租賃的倉庫進行；正當包括任天堂美國分公司總裁荒川實（Minoru Arakawa）在內的所有員工都忙於出貨時，一位不速之客——身材矮胖、破囉嗓的義大利裔美國籍房東瑪利歐·西加列（Mario Segale）——跑來催繳房租；或許是這位房東的形象恰巧與大金剛遊戲的主角頗有雷同之故，任天堂美國分公司的員工隨即把他的大名「瑪利歐」套到了這款稍後在美國大紅大紫的遊戲主角身上。

## 影響

### 在流行文化裡
香港流行曲歌手古巨基於2003年11月28日發行的广东话大碟《遊戲 基》中的《任天堂流淚》是以瑪利歐為主題描寫一痴情男和一多情女愛情的一首流行歌曲。
香港流行曲歌手陳奕迅在2007年10月18日發行的廣東大碟《Listen to Eason Chan》中，《瑪利奧派對》一曲也表達了玩瑪利歐遊戲時的心情。

### 世界紀錄
英國一項調查發現，超級瑪利歐是自1980年代電子遊戲普及後，最受歡迎的電子遊戲。直至2008年，瑪利歐分別在不同的機種登陸在116種電子遊戲，當中包括瑪利歐自己為主角的遊戲和其他如任天堂明星大亂鬥等遊戲上，成為了健力士世界紀錄大全中，發行最多款電子遊戲的電子遊戲角色。

## 註解
1. ↑  1981年的初出作品《咚奇剛》是其祖父庫朗奇剛。

## 外部連結
- 官方网站：日语、英语、繁体中文（香港）、繁体中文（台灣）
- 瑪利歐系列維基 （页面存档备份，存于）
- 遊戲天堂《馬利奧》線上遊戲 （页面存档备份，存于）
- 遊戲天堂《馬利奧炸彈人》線上遊戲 （页面存档备份，存于）